# Graphisoft
Graphisoft SE je společností, která vyvíjí softwarové produkty pro architekty, inženýry, interiérové designery, urbanisty a územní plánovače. Je jedním z nejvýznamnějších výrobců CAD a BIM softwaru. Produkty Graphisoftu používá přes 100 000 uživatelů po celém světě. Společnost se zabývá především vývojem Informačního modelu budovy, tedy zkráceně BIM. Graphisoft tuto technologii nazývá virtuální budova – Virtual BuildingTM. Technologie spočívá na bázi počítačového modelu reprezentujícího stavbu, sestávajícího z „reálných“ konstrukčních prvků jako jsou zdi, sloupy, desky, okna a dveře. Tyto se zobrazují ve 3D jako reálný model, ve 2D jako výkresy dle zvyklostí a norem, ve výkazech jako jednotlivé položky s údaji, které je popisují. Graphisoft sídlí v Graphisoft Parku v maďarské Budapešti. Dceřiné pobočky Graphisoftu se nacházejí v Německu, USA, Velké Británii, Španělsku a Japonsku. Nejznámějším a nejrozšířenějším produktem této společnosti je ArchiCAD, architektonický CAD a BIM software vyvíjený od roku 1984 pro platformu Windows i Mac. Exkluzivním partnerem pro Českou republiku je Centrum pro podporu počítačové grafiky ČR s.r.o. (CEGRA). Společnost Graphisoft byla zakoupena v roce 2007 na budapešťské burze firmou Nemetschek AG

## Historie
Prvním výrazným úspěchem firmy Graphisoft bylo zavedení ArchiCADU a tedy Informačního modelu budovy v roce 1987. ArchiCAD je od té doby vlajkovým produktem Graphisoftu. První verze ArchiCADU umožňovala architektům kreslit stěny, okna, dveře, desky a střechy – tyto funkce jsou dodnes základem každého BIM architektonického softwaru. Následující verze ArchiCADU postupně představily další možnosti BIM modelování jako například TeamWork, který umožňuje pracovat paralelně několika architektům a profesím na jednom modelu.

## Produkty

### Graphisoft ArchiCAD
ArchiCAD je komplexní nástroj pro architekty a projektanty. Umožňuje pracovat ve 2D a zároveň ve 3D. Slouží ke zpracování projektové dokumentace všech stupňů včetně správy dokumentů a týmové spolupráce, umožňuje vytváření vizualizací, trojrozměrných objektů a detailní technické dokumentace. ArchiCAD je připraven k používání hned, jakmile je nainstalován.

### Graphisoft MEP Modeler - TZB modelář
TZB modelář slouží pro vytvoření, úpravu nebo import trojrozměrných TZB rozvodů a konstrukcí (vzduchotechnika, rozvod vod a odpadů, elektroinstalace) a umožňuje koordinovat jednotlivé profese v rámci jedné virtuální budovy. TZB modelář je ovládán prostřednictvím uživatelského rozhraní obdobného ArchiCADu.

### Graphisoft EcoDesigner
Za pomoci programu Graphisoft EcoDesigner může architekt snadno analyzovat již v úvodních fázích projektu energetickou náročnost svého návrhu. Díky přesným a přitom jednoduše a rychle získaným údajům dokáže projektant dostát požadavkům norem a vyjít vstříc nárokům klienta na co nejnižší náklady na provoz budovy.

### Graphisoft BIMx
BIMx (původně Virtual Building Explorer) je interaktivní, 3D prezentační nástroj pro architekty. Umožňuje prezentaci celého modelu budovy, bez toho aniž by bylo nutné instalovat ArchiCAD nebo jiný BIM software. Navigace ve 3D probíhá v reálném čase.